# FK Kareda Kaunas
El FK Kareda Kaunas fou un club de futbol lituà de la ciutat de Kaunas.

## Història
El club va ser fundat el 1935 a Šiauliai, com Sakalas Šiauliai. El 1995 esdevingué Kareda-Sakalas Šiauliai i el 2000 es traslladà a Kaunas, esdevenint Kareda Kaunas. El 2001 passa a ser club satèl·lit del FBK Kaunas i baixa a segona categoria. El 2003 es dissolgué. Evolució del nom:
- 1935: Sakalas Šiauliai
- 1945: Spartakas Šiauliai
- 1954: Statybininkas Šiauliai
- 1961: Sakalas Šiauliai
- 1962: Statybininkas Šiauliai
- 1990: Sakalas Šiauliai
- 1995: Kareda-Sakalas Šiauliai
- 1996: Kareda Šiauliai
- 2000: Kareda Kaunas

## Participació en la lliga de Lituània
- 2003 - 14è a segona
- 2002 - 10è a segona
- 2001 - 9è
- 2000 - 5è
- 1999 - 4t
- 1998-99 - 2n
- 1997-98 - Campió
- 1996-97 - Campió

## Palmarès
- Lliga lituana de futbol: 
  - 1997, 1998[2]

- Copa lituana de futbol: 
  - 1974, 1996, 1999[3]

- Campionat de l'RSS de Lituània:
  - 1969, 1977

## Canvis de roba
- A casa: groc i negre (1999/2000).
- El país: negre (1999/2000).

| 1999/2000 (c) | 1999/2000 (p) |